# Hallandsås
De Hallandsås of Hallandsåsen is een heuvelrug in het grensgebied van de Zweedse landschappen Skåne en Halland. De Hallandsås is eigenlijk geen echte esker zoals het Zweedse woord ås suggereert, maar een horst. De Hallandsås werd gevormd in het Krijt, ongeveer 80 miljoen jaar geleden.

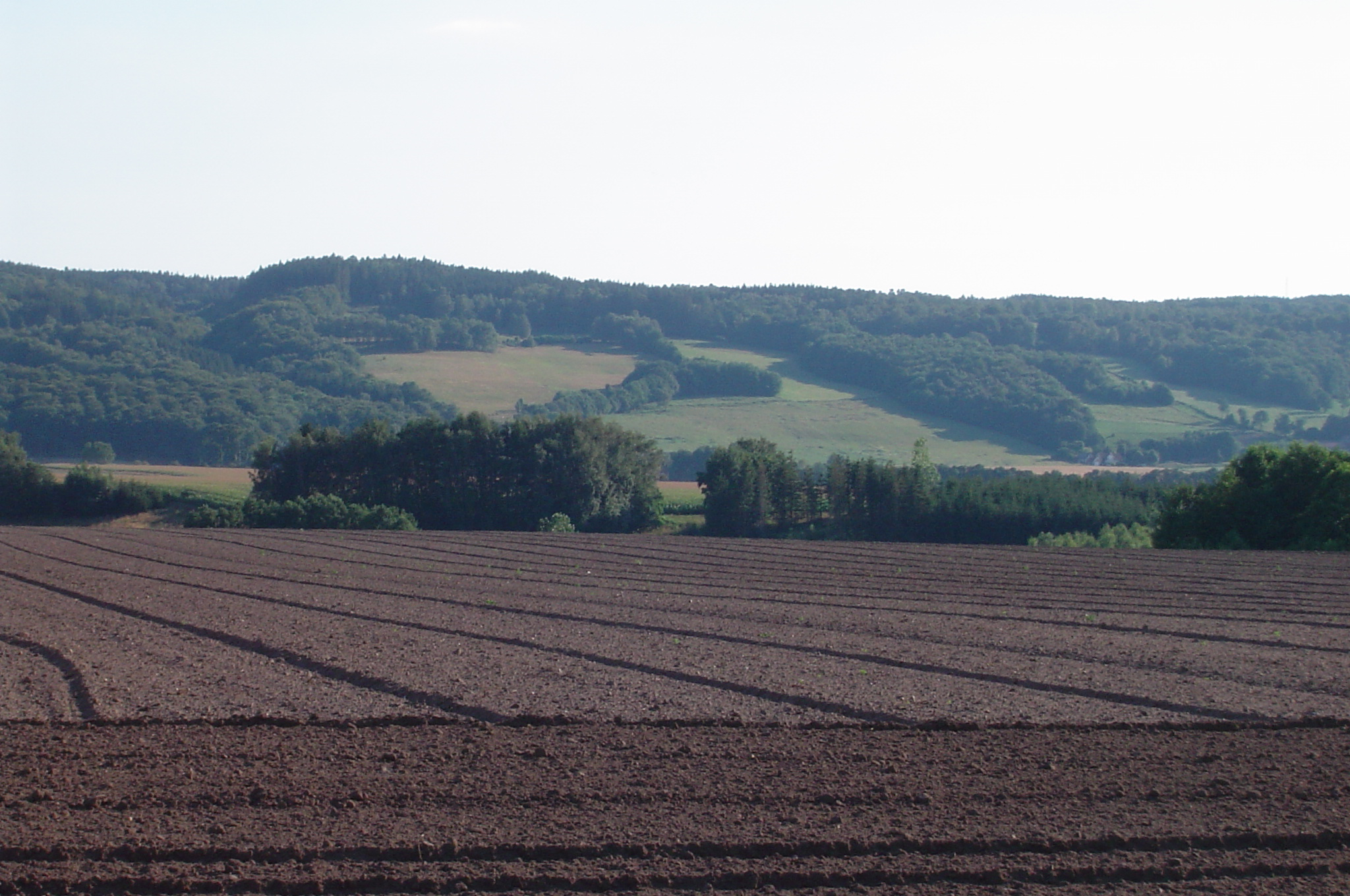
De noordzijde van de Hallandsås bij het dorpje Hasslöv

Net als de andere horsten in Skåne, strekt de Hallandås zich uit in noordwest-zuidoostelijke richting. Hij loopt van Hovs hallar aan de kust bij Båstad richting Örkelljunga. De horst is ongeveer 40 km lang en 5 tot 10 km breed. Het hoogste punt is Högalteknall, op een hoogte van 226 meter boven zeeniveau. Vanwege zijn hoge ligging is de Hallandsås van grote afstand te zien als een blauwe berg. De Hallandsås is bebost en er zijn twee skigebieden.
Tot in de moderne tijd kon het gevaarlijk zijn om de Hallandsås over te steken. Er vonden veel overvallen plaats. Tegenwoordig loopt de autosnelweg E6/E20 tussen Helsingborg en Göteborg dwars over de Hallandsås. Tevens is er een spoorwegtunnel die op 8 december 2015 geopend werd ter vervanging van een bochtige spoorweg die er nu nog over gaat.